# Andrzej Duda
Andrzej Sebastian Duda (udtales [ˈandʐɛj ˈduda], født 16. maj 1972 i Krakow) er en polsk jurist og politiker, som er Polens nuværende præsident. Duda repræsenterede partiet Lov og Retfærdighed, da han den 6. august 2015 blev valgt som Polens præsident og statsoverhovede. Da han tiltrådte som præsident, blev han partiløs.
Han er gift med Agata Kornhauser-Duda.

## Biografi
Han tog juridisk embedseksamen ved Universitet Jagielloński i 1997. Før valget i 2015, var han dommer og medlem af Europa Parlamentet.
Han har tidligere været vicejustisminister og statssekretær ved præsidentens kontor.

## Præsidentperiode
Hans første 5-årige præsidentperiode begyndte 6. august 2015, da han under et parlamentsmøde blev sværget ind som præsident